# Kristian Karlsson (debattör)
Kristian Karlsson, född 1977 i Karlstad, är en svensk liberal debattör. Han var tidigare redaktionssekreterare för Smedjan.com, ansvarig för Stureakademin, redaktör och redaktionssekreterare för Fria Moderata Studentförbundets tidskrift Svensk Linje samt ledarskribent på Svenska Dagbladet och Svenska nyhetsbyrån samt författare vid Timbro. Karlsson är författare till boken Avlatsindustrin (Timbro 2006), som är en kritisk granskning av idéerna bakom Corporate Social Responsibility och etiska fonder. Han är utbildad inom filosofi och statsvetenskap i Lund.